# SES-5
SES-5 (ehemals Sirius-5 bzw. Astra 4B) ist ein kommerzieller Kommunikationssatellit der niederländischen SES World Skies.

## Start und Umlaufbahn
Er wurde am 9. Juli 2012 um 18:38 Uhr UTC mit einer Proton-M-Trägerrakete vom Raketenstartplatz Baikonur durch International Launch Services in eine geostationäre Umlaufbahn gebracht. Der Start war ursprünglich für den 19. Juni 2012 geplant, bei den Startvorbereitungen wurden aber Fehler in der ersten Stufe der Trägerrakete festgestellt und der Start verschoben. Eine zweite Verschiebung vom 7. auf den 9. Juli gab es wegen Problemen bei der Überprüfung der Treibstofftanks der Proton-M. Da SES 5 für einen Kommunikationssatelliten eine vergleichsweise große Startmasse von 6 Tonnen hat, gelangte er auf eine Übergangsbahn mit einem recht niedrigen Perigäum. Sein Ziel in der geostationären Umlaufbahn erreichte der Satellit am 10. Juli durch mehrfaches Zünden seines eigenen Antriebes, der aus einem mit  Monomethylhydrazin und Stickstofftetroxid betriebenen Apogäumsmotor vom Typ R-4D mit einer Schubkraft von rund 445 N besteht.

## Nutzlast
Der dreiachsenstabilisierte Satellit ist mit 36 C-Band- und 24 Ku-Band-Transpondern sowie einer im L-Band-Bereich arbeitenden Navigationsnutzlast für den European Geostationary Navigation Overlay Service (EGNOS) ausgerüstet und soll von der Position 5° Ost aus (gemeinsam mit Astra 4A) Direct-to-Home-Telekommunikationsdienstleistungen anbieten. Dabei wird eine der beiden Ku-Band-Antennen Kunden in Skandinavien und die Baltikumländern versorgen (durch Viasat), während die andere die subsaharischen Länder Afrikas versorgt. Im Norden Deutschlands sind Ausstrahlungen über die erstere mit die stärksten Satellitensignale, jedoch sind sämtliche Ausstrahlungen mit Videoguard verschlüsselt. Von den beiden C-Band-Antennen besitzt eine globale Abdeckung und die andere übernimmt die Abdeckung von Europa, Afrika und dem Nahen Osten. SES 5 bietet zusätzliche Ka-Band-Uplink-Fähigkeiten, die einen flexiblen Betrieb zwischen Europa und Afrika ermöglichen. Er wurde auf Basis des LS-1300-Satellitenbus der amerikanischen Firma Space Systems/Loral gebaut und besitzt eine geplante Lebensdauer von 15 Jahren.